# Album pour enfants (Tchaïkovski)
 (juillet 2025).
Si vous disposez d'ouvrages ou d'articles de référence ou si vous connaissez des sites web de qualité traitant du thème abordé ici, merci de compléter l'article en donnant les références utiles à sa vérifiabilité et en les liant à la section « Notes et références ».
L'Album pour enfants (en russe : Детский альбом ; en orthographe précédant la réforme de 1917-1918 : Дѣтскій альбомъ), op. 39, est un recueil de 24 pièces simples pour piano composées par Piotr Ilitch Tchaïkovski entre mai et juillet 1878. L'œuvre est dédiée à son neveu Vladimir Davydov.

## Structure
Les titres (originellement en russe) possèdent des traductions différentes d'une édition à une autre. L'ordre donné ici est celui de l'édition Breitkopf.
1. Prière du matin
2. Le matin d'hiver
3. Le petit cavalier
4. Petite mère
5. Marche des soldats de bois
6. La poupée malade
7. Enterrement de la poupée
8. Valse
9. La nouvelle poupée
10. Mazurka
11. Chanson russe
12. Le paysan jouant de l'accordéon
13. Danse populaire russe
14. Polka
15. Chanson italienne
16. Vieille chanson française
17. Chanson allemande
18. Chanson napolitaine
19. Conte de revenants
20. La sorcière dans la forêt
21. Rêverie
22. L'alouette
23. L'orgue de barbarie
24. À l'église

## Genèse
La première mention du projet remonte à février 1878, lorsque le compositeur fait part, dans une lettre à son éditeur Petr Jurgenson, de son désir de composer un recueil de pièces faciles pour enfants. De retour à Kamenka, il commence la composition le 13 mai. Trois jours plus tard, il a terminé les esquisses des 24 pièces. Peu après, il voyage à Kamenka, Moscou, Nyzy et Kiev avant de revenir à Verbovka et reprendre la composition fin juillet. Entre le 25 juillet et le 1er août, il prépare le manuscrit et l'envoie à Jurgenson le 10 août avec d'autres manuscrits : la Grande Sonate (op. 37), la Liturgie de saint Jean Chrysostome (op. 41), quatre romances pour piano de l'opus 38 et Souvenir d'un lieu cher (op. 42). L'Album pour enfants est publié en octobre 1878[réf. souhaitée].
Le recueil s'inspire (jusque dans son titre) de l'Album pour la jeunesse de Robert Schumann. La volonté de donner un caractère russe à l'œuvre est visible dans les numéros 11 (Chanson russe) et 13 (titre original Kamarinskaïa), basés sur des chansons populaires, et dans le numéro 20 (titre original Baba Yaga) qui fait référence à une figure populaire de conte de fées russe.
Tchaïkovski utilise par ailleurs des mélodies du folklore italien, pour le numéro 18 (Chanson napolitaine, air aussi utilisé dans la Danse Napolitaine du troisième acte du Lac des cygnes), le numéro 15 (Chanson italienne) et le 23 (L'orgue de Barbarie, dont l'air en proche de celui de la Rêverie interrompue, no 12 des Douze pièces pour piano, op. 40). Il réutilise aussi le thème de la Vieille chanson française (numéro 16) dans le Chœur des ménestrels de l'acte II de son opéra La Pucelle d'Orléans, et celui du numéro 5 (marche des soldats de bois) dans le ballet Casse-noisette.